# Athripsodes spatula
Athripsodes spatula är en nattsländeart som först beskrevs av Barnard 1940.  Athripsodes spatula ingår i släktet Athripsodes och familjen långhornssländor. Inga underarter finns listade i Catalogue of Life.